# 再会 (宝塚歌劇)
『再会』（さいかい）は、宝塚歌劇団のミュージカル作品。1999年初演。
脚本・演出は石田昌也。石田のオリジナル作品の一つ。

## これまでの上演
1999年 - 雪組公演（初演）
- 4月2日から5月10日まで宝塚大劇場、7月2日から8月15日までTAKARAZUKA1000days劇場（東京公演）にて公演。
- 形式名は「ミュージカル・プレイ」
- 10場
- 併演は『ノバ・ボサ・ノバ -盗まれたカルナバル-』（新人公演は併演の『ノバ・ボサ・ノバ』が上演）

2002年 - 雪組公演
- 雪組選抜メンバーで全国ツアーとして上演。
- 形式名は「ミュージカル・プレイ」
- 10場
- 併演は『華麗なる千拍子2002』

2009年 - 星組公演
- 星組選抜メンバーで全国ツアーとして上演。
- 形式名は「ミュージカル・プレイ」。
- 併演は『ソウル・オブ・シバ!! -夢のシューズを履いた舞神-』

## スタッフ

### 1999年
- 作・演出：石田正也[4]
- 作曲・編曲：西村耕次[1]
- 編曲：鞍富真一[1]
- 音楽指揮：岡田良機[1]
- 振付：藍エリナ[1]
- 装置：大橋泰弘[1]
- 衣装：有村淳[1]
- 照明：今井直次[1]
- 小道具：伊集院徹也[1]
- 効果：切江勝[1]
- 口上指導：美吉左久子[1]
- 演出助手：齋藤吉正[1]
- 振付補：入江利明[1]
- 装置補：新宮有紀[1]
- 照明助手：藤野光明[1]
- 舞台進行：赤坂英雄[1]
- 舞台進行（東京のみ）[6]：藤村信一、波紫衛、福尾晋吾、宮脇学
- 舞台美術：株式会社 宝塚舞台[1]
- 制作[1]：村上信夫、久保孝満
- 演奏（宝塚のみ）：宝塚管弦楽団[1]
- 録音演奏（東京のみ）：宝塚管弦楽団[6]

## 全国ツアーの日程

### 2002年
※出典は公演案内（宝塚歌劇・公式ページ）を参考にしている。
- 10月26日・10月27日　九州厚生年金会館（北九州市）
- 10月28日　下関市民会館
- 10月30日・10月31日　福岡サンパレスホール
- 11月2日・11月3日　香川県県民ホール（高松市）
- 11月5日・11月6日　磐田市民文化会館
- 11月8日　小牧市市民会館
- 11月9日　瀬戸市文化センター
- 11月10日　半田市福祉文化会館
- 11月12日　武蔵野市民文化会館
- 11月13日　さいたま市文化センター
- 11月15日・11月16日　神奈川県民ホール（横浜市）
- 11月17日　市川市文化会館

### 2009年
※出典は公演案内（宝塚歌劇・公式ページ）を参考にしている。
- 10月7日・8日　梅田芸術劇場・メインホール（大阪府）
- 10月10日・11日・12日　神奈川県民ホール（神奈川県）
- 10月14日　まつもと市民・芸術館（長野県）
- 10月15日　ホクト文化ホール（長野県県民文化会館）
- 10月17日・18日　イズミティ21（宮城県仙台市）
- 10月20日　郡山市民文化センター（福島県）
- 10月21日　宇都宮市文化会館（栃木県）
- 10月22日　桐生市市民文化会館（群馬県）
- 10月24日　さいたま市文化センター（埼玉県）
- 10月25日　府中の森芸術劇場（東京都）
- 10月27日　君津市民文化ホール（千葉県）
- 10月29日　青森市文化会館（青森県）
- 10月31日・11月1日　北海道厚生年金会館
- 11月3日　岩手県民会館
- 11月5日　森のホール21（松戸市文化会館）（千葉県）

## 主な登場人物
- ジェラール　- モナコの一流ホテルの御曹司だが、今はニューヨークに暮らしている売れない小説家。
- サンドリーヌ - モナコ図書館の文芸員。とっても堅物の性格。
- マーク  - ジェラールの友人で出版会社に勤務している。
- スティーブ  - ジェラールの友人で演劇プロデューサーをしている。
- クードレイ - ジェラールの父。モナコの一流ホテルを所有している。
- エマニュエル - クードレイの妻。後妻でジェラールの義理の母。
- ピエール - クードレイとエマニュエルの息子で、ジェラールの義弟にあたる。ホテルのボーイ見習い。
- ポーレット - マークの婚約者。

## あらすじ
ジェラールはモナコの一流ホテルの御曹司だが、父の後を継ぐのを嫌い、小説家としてニューヨークで暮らしていた。出版会社に勤めるマーク、演劇プロデューサーのスティーブなど友人にかこまれて、小説はぱっとしないが、自由奔放で気楽な毎日を送っている。
マークはポーレットとの婚約が決まっていて、スティーブも既婚。結婚のよさを伝える二人だが、ジェラールは「過去の偉人もみんな独身で、気ままなのが一番。」とプレイボーイな生活スタイルをやめるつもりなど全くない。
そんなジェラールに業を煮やした父のクードレイは、モナコにジェラールを呼びもどし、後継ぎとして相応しいかどうかのテストをすると言い出す。
テストは、クードレイが指定した女性を口説いて一夜を共にして、その後捨てること。そして、その内容を小説にすること。という奇妙な物であった。もし、テストに合格しなければ全財産は、クードレイの後妻であるエマニュエルの間の息子で、今は父のホテルでボーイ見習いをしている義弟のピエールに譲るという。
ニューヨークではプレイボーイだったジェラールは、自分にとって女性を口説いて捨てるのは容易いことで、尚且つ小説が書いて成功すれば、財産も名声も手に入って一石二鳥と考え、そのテストに二つ返事で挑むこととなる。
指定された女性に会いにモナコの図書館へ行くと、そこにはモジャモジャ頭で三つ編み頭、牛乳瓶の底のようなメガネをかけた堅物の女性図書館職員がいた。この女性こそテストで指定された女性のサンドリーヌだった。プレイボーイのジェラールもさすがに困惑するものの、「モナコのガイドブックを作るのを手伝ってほしい」と嘘をついて、彼女に近づきモナコの街へ連れ出す。
ジェラールは、サンドリーヌを口説くことができるのか？テストに合格して財産と名声を手に入れられるのか？

## 主な配役
※不明点は空白とする。
|              | 1999年雪組 | 2002年雪組 全国ツアー | 2009年星組 全国ツアー |
| ------------ | ---------- | --------------------- | --------------------- |
| ジェラール   | 轟悠       | 朝海ひかる            | 柚希礼音              |
| サンドリーヌ | 月影瞳     | 舞風りら              | 夢咲ねね              |
| マーク       | 香寿たつき | 貴城けい              | 凰稀かなめ            |
| スティーブ   | 汐風幸     | 未来優希              | 彩海早矢              |
| クードレイ   | 未沙のえる | 美郷真也              | 英真なおき            |
| エマニュエル | 五峰亜季   | 五峰亜季              | 百花沙里              |
| ピエール     | 安蘭けい   | 天勢いづる            | 壱城あずさ            |
| アンドレ     | 成瀬こうき | 聖れい                | 水輝涼                |
| ジャン       | 朝海ひかる |                       | 天寿光希              |
| ミッシェル   | 貴城けい   |                       | 如月蓮                |
| ポーレット   | 貴咲美里   | 愛耀子                | 音花ゆり              |